# Augusto Gutiérrez
Augusto Gutiérrez (ur. 3 października 1930 w Independencii) – wenezuelski szermierz. Reprezentant kraju podczas Igrzysk Olimpijskich 1952 w Helsinkach i Igrzysk Olimpijskich 1960 w Rzymie. W Helsinkach wystąpił w turnieju indywidualnym i drużynowym florecistów oraz drużynowym szablistów. W Rzymie startował w turnieju drużynowym florecistów i indywidualnym szablistów. W każdym z nich odpadał w pierwszej rundzie.
Jego brat Gustavo również wystąpił  w szermierce na igrzyskach olimpijskich w 1952.